# Münster-Süd
Münster-Süd (egentligen Autobahnkreuz Münster-Süd) är en motorvägskorsning sydväst om staden Münster, Nordrhein-Westfalen, Tyskland. I korsningen möts vägarna A1 och A43. Korsningen är byggd som en fyrklöver vilket gjordes 1973, den byggdes om 2005 så att trafik från Ruhrområdet på A43 fick en direktramp till A1 mot Bremen